# Petr Vlček (malíř)
Petr Vlček (* 31. března 1975 Zlíč) je český malíř, výtvarník a grafik.

## Životopis a tvorba
Studoval obor strojírenství na SOŠ v Novém Městě nad Metují. Následně v letech 2007–2010 studoval obor ekonomika a management na VOŠ v Chotěboři. V roce 2020 absolvoval Letní malířskou akademii na Akademii výtvarných umění v Praze, kde prohloubil své znalosti v oblasti malby.
Od roku 1997 se malování věnuje cíleně a intenzivně. Zaujatý především asamblážemi a abstrakcí. V jejich rámci zachycuje realitu i fantazijní vjemy, které ho obklopují. Ve svých malbách objevuje podněty z přírody. Jim dominuje výrazný kontrast barev a nově i v komponování osob v pohybu. Barvy nabývají na sytosti, uplatňuje světlo a stín.  
V současné době se specializuje hlavně na malbu akrylem a tvorbou uměleckých grafik (lept, akvatinta, suchá jehla ad.).
Je členem Unie výtvarných umělců Hradec Králové a výtvarné skupiny AMAG v Náchodě, která sdružuje malíře a grafiky se zájmem o současné výtvarné směry. V letech 2017 až 2022 působil také ve Sdružení výtvarníků ČR v Praze.
Má dvě děti. Žije a tvoří ve Zlíči u České Skalice.

## Výstavy

### Samostatné
- 2015 – Chotěboř, Městské muzeum na zámku
- 2015 – Česká Skalice, Galerie Fortna
- 2016 – Náchod, Městská knihovna – studovna
- 2016 – Česká Skalice, Muzeum Boženy Němcové
- 2016 – Nový Jičín, Výstavní síň Stará pošta
- 2017 – Český Brod, Kulturní dům Svět
- 2018 – Česká Skalice, Vila Čerych, Nahlédnutí nejen do krajiny Východních Čech
- 2018 – Nymburk, Městská knihovna, Nahlédnutí nejen do krajiny Východních Čech
- 2019 – Česká Skalice, Muzeum Boženy Němcové, Výběr z tvorby
- 2019 – Lázně Bělohrad, Galerie K. V. Raise, Začátek imprese
- 2021 – Hradec Králové, PETROF Gallery, Krajina barev
- 2022 – Česká Skalice, Knihovna Barunky Panklové, Krajina barev
- 2022 – Zlíč 53 (Česká Skalice), Den otevřených ateliérů
- 2023-2024 – Praha (Na Příkopě 860), Pasáž českého designu, akrylové malby a grafika
- 2025 – Zlíč 53 (Česká Skalice), Den otevřených ateliérů
- 2025 – Lovosice, LOVO galerie, Inspirováno přírodou
- 2025 – Náchod, Městská knihovna – studovna, Inspirováno přírodou

### Společné
- 2017 – Lázně Bělohrad, Galerie K. V. Raise (AMAG)
- 2017 – Police nad Metují, Výtvarná síň Pellyho domy (AMAG)
- 2017 – Hradec Králové, Galerie Náplavka, Hemofilie (AMAG)
- 2018 – Náchod, Galerie výtvarného umění v Náchodě, Putování
- 2018 – Česká Skalice, Muzeum Boženy Němcové, 70 let (AMAG)
- 2021 – Náchod, Galerie výtvarného umění v Náchodě, Sejdeme se ve čtvrtek
- 2022 – Náchod, Galerie výtvarného umění v Náchodě, Malé věci, velké věci
- 2022 – Hradec Králové, Galerie Na Parkány, Veronika Bednářová & Petr Vlček
- 2022 – Kvasiny, Lovecké sály zámku, výstava AMAG
- 2023 – Náchod, Muzeum Náchodska, Loutky v obrazech (AMAG)
- 2023 – Hradec Králové, Petrof Gallery, společná výstava s Naďou Voldánovou
- 2023 – Česká Skalice, Kafé Bohatka, výstava obrazů Naďa Voldánová, Dagmar Dubanek, Marina Isthvanyk, Kateřina Burda, Petr Vlček, Filip Hortenský, Jiří Bareš
- 2023 – Hradec Králové, Galerie na Hradě, Východočeský výtvarný salon Unie výtvarných umělců HK
- 2023 – Velké Poříčí, Galerie 102, Krajiny Natále Mertlíkové a Petra Vlčka
- 2024 – Náchod, GVUN Náchod, Naše Galerie
- 2024 – Náchod, Výstavní síň Muzea Náchodska, členská výstava obrazů AMAG
- 2024 – Hradec Králové, Galerie na Hradě, Východočeský výtvarný salon Unie výtvarných umělců HK
- 2024 – Náchod, Spolkový dům, AMAG
- 2025 – Kostelec nad Orlicí, Nový zámek, Unie výtvarných umělců HK
- 2025 – Náchod, Boučkův dům (AMAG)
- 2025 – Jaroměř, Městské muzeum Jaroměř, Mertlíkův sál (AMAG)
- 2025 – Hradec Králové, Galerie Na Hradě, Východočeský výtvarný salon Unie výtvarných umělců HK

## Galerie

Tučňák (1999) asambláž
Zátiší s loďkou (2014)
Luční probuzení (2016)
Zimní řeka (2020)
Rybičky v ohni (2024) grafika
Maják (2024) grafika
Zvonkový les (2025)
Krkonoše (2025)
Den a noc (1997) asambláž
Život (1997) asambláž
Síť vzpomínek (2019) lept, akvatinta
Železniční most (2021) lept